# Olivia Caramello
Olivia Caramello, née en 1984 à Mondovi, est une mathématicienne italienne. Elle est titulaire d'une chaire nationale « Rita Levi-Montalcini » de professeure associée à l'Université de l'Insubrie à Côme, en Italie, et fut titulaire de 2020 à 2022 de la chaire Gelfand à l'Institut des hautes études scientifiques, en France. Elle est connue pour son travail sur la théorie des topos et pour avoir été pionnière de la technique des topos comme ponts unifiants entre différentes théories mathématiques ayant des
contenus sémantiques équivalents ou étroitement reliés comme par l'algèbre et la géométrie. Elle est l'auteure du livre Theories, Sites, Toposes: Relating and Studying Mathematical Theories Through Topos-theoretic Bridges publié en 2017,.

## Formation et début de carrière
Olivia Caramello a obtenu son baccalauréat en mathématiques à l'Université de Turin et son diplôme de piano au Conservatorio di Cuneo à l'âge de 19 ans.
En 2009, elle a obtenu son doctorat en mathématiques à l'Université de Cambridge (Royaume-Uni), en tant que Prince of Wales Student au Trinity College, avec une thèse intitulée « La dualité entre les topos de Grothendieck et les théories géométriques » sous la direction de Peter Johnstone. En 2016, elle obtient son habilitation à l'Université Paris Diderot avec un mémoire d'habilitation intitulé « Les topos de Grothendieck comme passerelles unificatrices en Mathématiques ».
Olivia Caramello a occupé une bourse de recherche au Jesus College de Cambridge et des nominations post-doctorales au Centro De Giorgi de la Scuola Normale Superiore di Pisa, à l'Université Paris Diderot et à l'Université de Milan (en tant que titulaire d'une bourse Marie Curie de l'Istituto Nazionale di Alta Matematica ) et l'Institut des Hautes Études Scientifiques.

## Travail
Olivia Caramello a développé la théorie des « topos comme ponts », qui consiste en des méthodes et des techniques pour unifier différentes théories mathématiques et transférer des informations entre elles en utilisant des topos. Cette théorie repose sur la dualité des sites et des topos de Grothendieck, et sur la notion de topos classifiant d'une théorie géométrique du premier ordre, exploitant la diversité des présentations possibles de chaque topos par une infinité de sites ou de théories. La théorie de Caramello implique plusieurs composantes : d'une part, établir des équivalences entre des topos présentés de différentes manières ; d'autre part, calculer ou exprimer des invariants de topos en fonction des différents types de présentations considérées, afin de réaliser des correspondances entre propriétés ou éléments de ces différentes présentations.
La théorie des « topos comme ponts » peut être considérée comme une théorie méta-mathématique des relations entre différentes théories et son programme contribue à réaliser le potentiel unificateur de la notion de topos déjà entrevu par Alexandre Grothendieck.
Olivia Caramello est également organisatrice de conférences internationales en théorie des topos, « Topos à l'IHES » (2015) et « Toposes in Como » (2018) Elle est rédactrice en chef de la revue Logica Universalis et gère un blog et un forum sur les topos.

## Récompenses et reconnaissance
Olivia Caramello a reçu le prix AILA (Associazione Italiana di Logica e sue Applicazioni) en 2011, une « Bourse L'Oréal-Unesco pour les femmes et la science » en 2014 et un poste « Rita Levi Montalcini » du ministère italien de l'Éducation, de l'Université et de la Recherche en 2017.
La méthodologie de Olivia Caramello des topos comme ponts unifiants a été qualifiée par André Joyal de « vaste extension du programme Erlangen de Felix Klein » et a été approuvée par les médaillés Fields Alain Connes et Laurent Lafforgue.

## Controverse
En 2015, Olivia Caramello a eu une controverse publique avec un certain nombre de membres seniors de la communauté de la théorie des catégories, qu'elle a accusés de répandre des opinions négatives infondées sur son travail ; son cas a été discuté dans un article académique.

## Publications
- Fraisse's construction from a topos-theoretic perspective, Logica Universalis 8, 261-281 (2014).
- The Morita-equivalence between MV-algebras and abelian l-groups with strong unit (avec AC Russo), Journal of Algebra 422, 752-787 (2015).
- Théorie topologique de Galois, Advances in Mathematics 291, 646–695 (2016).
- Theories, Sites, Toposes : Relating and Studying Mathematical Theories Through Topos-Theoretic Bridges, Oxford University Press (2017). ;
- Syntactic categories for Nori motives (avec L. Barbieri-Viale et L. Lafforgue), Selecta Matematica 24, 3619-3648 (2018).
- The Theory of Topos-Theoretic bridges - a Conceptual Introduction, Glass Bead Journal (2016).